# Gran Premio Industria e Artigianato 2014
Il Gran Premio Industria e Artigianato 2014, quarantottesima edizione della corsa e trentottesima con questa denominazione, valido come evento dell'UCI Europe Tour 2014 categoria 1.1, si svolse il 26 luglio 2014 su un percorso totale di 199,2 km. La vittoria fu appannaggio del britannico Adam Yates, che completò il percorso in 4h38'57", precedendo gli italiani Davide Formolo e Francesco Manuel Bongiorno.
Sul traguardo di Larciano 57 ciclisti portarono a termine la competizione.

## Squadre e corridori partecipanti
| N.      | Cod. | Squadra                      |
| ------- | ---- | ---------------------------- |
| 1-8     | NRI  | Neri Sottoli                 |
| 11-18   | ITA  | Italia                       |
| 21-28   | MTN  | MTN-Qhubeka                  |
| 31-38   | IDE  | Team Idea                    |
| 41-48   | OGE  | Orica-GreenEDGE              |
| 51-58   | MGK  | MG.KVis-Trevigiani           |
| 61-68   | AND  | Androni Giocattoli-Venezuela |
| 71-78   | AS2  | Continental Team Astana      |
| 81-88   | BAR  | Bardiani-CSF                 |
| 91-98   | CEF  | Nankang-Fondriest            |
| 101-108 | COL  | Colombia                     |

| N.      | Cod. | Squadra                       |
| ------- | ---- | ----------------------------- |
| 111-118 | AZT  | Area Zero Pro Team            |
| 121-128 | RVL  | RusVelo                       |
| 131-138 | VFN  | Vini Fantini-Nippo            |
| 141-148 | TNN  | Team Novo Nordisk             |
| 151-158 | TIK  | Itera-Katusha                 |
| 161-168 | MKT  | Meridiana-Kamen Team          |
| 171-178 | WGG  | Wanty-Groupe Gobert           |
| 181-188 | VHS  | Vega-Hotsand                  |
| 191-198 | RSW  | Team Gourmetfein-Simplon Wels |
| 201-208 | TBW  | Team Trefor-Blue Water        |

## Ordine d'arrivo (Top 10)
| Pos. | Corridore           | Squadra         | Tempo    |
| ---- | ------------------- | --------------- | -------- |
| 1    | Adam Yates          | Orica-GreenEDGE | 4h38'57" |
| 2    | Davide Formolo      | Italia          | a 2"     |
| 3    | Francesco Bongiorno | Bardiani-CSF    | a 7"     |
| 4    | Jérôme Baugnies     | Wanty-Gobert    | a 16"    |
| 5    | Antonino Parrinello | Androni         | s.t.     |
| 6    | Sergej Firsanov     | RusVelo         | a 19"    |
| 7    | Gianfranco Zilioli  | Androni         | a 28"    |
| 8    | Andrea Fedi         | Neri Sottoli    | a 38"    |
| 9    | Davide Mucelli      | Meridiana       | s.t.     |
| 10   | Matteo Busato       | MG.KVis         | a 43"    |